# Żuk w mrowisku
Żuk w mrowisku – ros. Жук в муравейнике (Żuk w murawiejnikie) to powieść science-fiction napisana w 1979 przez braci Arkadija i Borysa Strugackich. Jej akcja toczy się w stworzonym przez Strugackich świecie przyszłości i stanowi kontynuację przygód Maksyma Kammerera, rozpoczętych w powieści Przenicowany świat. Ciągłość fabuły w stosunku do poprzedniej części nie została zachowana, jednak pojawiają się pewne elementy łączące obie książki takie jak: osoba głównego bohatera, niektóre wątki, miejsca i osoby.

## Pochodzenie tytułu
Żuk w mrowisku to nazwa teorii, tłumaczącej fenomen podrzutków, podobnie jak Piknik na skraju drogi pokazywał możliwe pochodzenie Stref.

## Fabuła
Akcja powieści toczy się w 2178 roku. Głównym bohaterem jest Maksym Kammerer, doświadczony agent KOMKON-u 2, który otrzymuje rozkaz śledzenia człowieka o imieniu Lew Abałkin, który pomimo zakazu powrócił na Ziemię. Polecenie wydał w tajemnicy szef KOMKON-2 Rudolf Sikorski (nazywany w książce „Ekscelencją”).
Studiując przekazane mu przez Sikorskiego materiały na temat Abałkina, Kammerer odkrywa, że przed przybyciem na Ziemię był on progresorem na Saraksz i pracował jako tajny agent Wyspiarskiego Imperium. Wśród innych materiałów Maksym odkrywa kartkę z narysowanym dziwnym symbolem, przypominającym literę Ж lub japoński znak kanji 卅 (san juu), co tylko pogłębia jego zdziwienie.
Poszukiwania Kammerera doprowadzają go do kilku przyjaciół i współpracowników Abałkina, w tym Mai Głumowej, historyczki pracującej w Muzeum Kultur Pozaziemskich i głowana Szczekna, który współuczestniczył z Abałkinem w misjach na Saraksz i Nadziei. Każda z tych osób miała niedawno kontakt z Abałkinem i twierdziła, że zachowywał się dziwnie. 
Maksym zauważa także związek pomiędzy Lwem i progresorem Korniejem Jaszmaa. Obaj mężczyźni urodzili się tego samego dnia, a ich rodzice zaginęli w tajemniczych okolicznościach.
Późno w nocy Sikorski wyznacza Kammererowi spotkanie w Muzeum Kultur Pozaziemskich, by wciągnąć Abałkina w zasadzkę. Jednak zamiast niego do muzeum przybywa Isaac Bromberg, zaciekły wróg Sikorskiego i jego poglądów na temat wiedzy i jej klasyfikacji. Kammerer jest świadkiem kłótni między nimi, w czasie której zostaje ujawnionych wiele szczegółów dotyczących Abałkina.
Okazuje się, że Abałkin skontaktował się z Brombergiem przez wideofon i rozmawiał z nim o „detonatorach”, artefaktach umieszczonych w zamkniętej części muzeum w której Rudolf i Maksym przygotowali swoją pułapkę. Sikorski, choć niechętnie, zgadza się opowiedzieć Kammererowi o „podrzutkach”: Abałkin, podobnie jak Korniej Jaszmaa był „podrzutkiem”, jednym z trzynastu ludzi urodzonych z embrionów zamkniętych w „Sarkofagu”, pozostawionych przez Wędrowców i odkrytych przez Ziemian na nienazwanej planecie. „Detonatory” to trzynaście małych dysków z symbolami, identycznymi z tymi, które każdy podrzutek miał na nadgarstku. Symbol Abałkina przypominał literę „Ж”.
Po powrocie z Maksymem do biura KOMKON-2, Sikorski przyznaje, że zawsze wierzył, że wszystkie „podrzutki” posiadają głęboko w podświadomości program, który mógłby być potencjalnie niebezpieczny dla Ziemi. Z tego powodu każdy z nich odebrał takie wykształcenie, które oznaczało dla niego pracę tak daleko od Ziemi jak to możliwe. Sikorski uważał, że niespodziewany powrót Abałkina na Ziemię oznaczał, że stał się on niebezpiecznym agentem Wędrowców.
Kammerer nie wierzy, że Abałkin stanowi zagrożenie, lecz sugeruje, że jest to test psychologiczny stworzony przez Wędrowców i porównuje to do sytuacji w której człowiek umieszcza żuka w mrowisku by obserwować reakcje zaalarmowanych mrówek.
Ostatecznie Abałkin przybywa dobrowolnie do Sikorskiego i Kammerera i dowiaduje się prawdy o swoim pochodzeniu. Żąda, by zostawić go w spokoju, ale Sikorski nakazuje Kammererowi go śledzić, podczas gdy sam wyrusza do Muzeum Kultur Pozaziemskich. Kammerer, przewidując co nastąpi, próbuje przekonać Abałkina by opuścił Ziemię dla własnego bezpieczeństwa, jednak bezskutecznie. Abałkin wchodzi do Muzeum, gdzie zostaje postrzelony trzykrotnie przez Sikorskiego i umiera kilka milimetrów od swojego „detonatora”.